# Euploea escholtzii
Euploea escholtzii är en fjärilsart som beskrevs av Felder 1865. Euploea escholtzii ingår i släktet Euploea och familjen praktfjärilar. Inga underarter finns listade i Catalogue of Life.